# Pavel Jelínek (politik SPD)
Pavel Jelínek (* 31. října 1962 Olomouc) je český politik a specialista IS/ICT, v letech 2017 až 2021 poslanec Poslanecké sněmovny PČR, od roku 2016 zastupitel Olomouckého kraje za hnutí SPD (navíc od roku 2024 náměstek hejtmana), předtím v letech 2006 až 2014 zastupitel města Olomouc za ODS a opět od roku 2022 za SPD.

## Život
Absolvoval Střední ekonomickou školu v Olomouci (maturoval v roce 1981) a následně vystudoval Vojenskou fakultu Vysoké školy dopravy a spojů v Žilině (promoval v roce 1986). Vzhledem k úspěchům v celorepublikových Československých armádních soutěžích v oboru výpočetní techniky začal na Vojenské fakultě VŠ dopravy a spojů v Žilině učit. Po 11 letech studia a práce na Slovensku se vrátil do České republiky (celých oněch 11 let sloužil v armádě).
V letech 1998 až 2000 pracoval také jako technický manažer v obchodním řetězci Makro. V letech 1996 až 2015 byl ředitelem a majoritním akcionářem v akciové společnosti MERIT GROUP, která podniká v oblasti informačních, komunikačních a zabezpečovacích systémů.
Pavel Jelínek žije ve městě Olomouc, konkrétně v části Nová Ulice. Od roku 2010 se angažuje jako předseda občanského sdružení "Promeritum o.s.", které se snaží zdůraznit důležitost kvalitní péče o pacienty ve zdravotnických zařízeních. Ve volném čase mnoho let hraje v country kapele Druhey Nerw a rock v kapele Old Dogs. Rád rekreačně lyžuje a plave, provozuje též týmové sporty.

## Politické působení
V minulosti byl členem ODS, v roce 2015 vstoupil do hnutí SPD. Zastává v něm funkci druhého místopředsedy Regionálního klubu SPD Olomouckého kraje.
V komunálních volbách v letech 1998 a 2002 kandidoval za ODS do Zastupitelstva města Olomouc, ale ani jednou neuspěl. Zastupitelem města se stal až ve volbách v roce 2006 a ve volbách v roce 2010 mandát obhájil, a to stále za ODS. Ve volbách v roce 2014 nekandidoval.
V krajských volbách v letech 2004 a 2008 kandidoval za ODS do Zastupitelstva Olomouckého kraje, ale ani jednou neuspěl. Podařilo se mu to až ve volbách v roce 2016, když byl zvolen za hnutí SPD na kandidátce subjektu "Koalice Svoboda a přímá demokracie - Tomio Okamura (SPD) a Strana Práv Občanů" zastupitelem Olomouckého kraje. Působí jako předseda Komise pro informatiku. Ve volbách v roce 2020 mandát krajského zastupitele obhájil.
Ve volbách do Poslanecké sněmovny PČR v roce 2002 kandidoval za ODS v Olomouckém kraji, ale neuspěl. Podařilo se mu to až ve volbách v roce 2017, když byl za hnutí SPD zvolen poslancem v Olomouckém kraji, a to ze druhého místa kandidátky.
V komunálních volbách v roce 2018 kandidoval jako člen hnutí SPD za subjekt "Svoboda a přímá demokracie - Tomio Okamura (SPD) a Strana Práv Občanů ZEMANOVCI" do Zastupitelstva města Olomouc, ale neuspěl.
Ve volbách do Poslanecké sněmovny PČR v roce 2021 kandidoval za hnutí SPD na 2. místě kandidátky v Olomouckém kraji, ale neuspěl (stal se však prvním náhradníkem).
V komunálních volbách v roce 2022 vedl v Olomouci kandidátku subjektu „SPD a Trikolora“ a byl zvolen zastupitelem obce. V krajských volbách v roce 2024 obhájil z pozice člena hnutí SPD post zastupitele Olomouckého kraje, a to na kandidátce „SPD, Trikolora, PRO a Svobodní“. Posléze byl zvolen náměstkem hejtmana Ladislava Oklešťka strategický rozvoj a IT.
Ve sněmovních volbách v roce 2025 kandiduje na 2. místě kandidátní listiny SPD v Olomouckém kraji.